# Гавриил (Абалымов)
Епископ Гавриил (в миру Николай Николаевич Абалымов или Аболымов; 18 ноября 1881, село Шигали (Воскресенское), Цивильский уезд, Казанская губерния — 31 июля 1958, Балта, Одесская область) — епископ Русской православной церкви, епископ Тотемский, викарий Вологодской епархии

## Биография
Родился 18 ноября 1881 года в семье крестьянина. Окончил земскую школу. Окончил Чебоксарское духовное училище, затем В 1904 году окончил Казанскую духовную семинарию.
В 1905 году пострижен в монашество с именем Гавриил.
В 1908 году окончил Казанскую духовную академию со степенью кандидата богословия за сочинение «Нравственно-аскетические воззрения прп. Макария Египетского (Великого)», в том же году рукоположён в сан иеромонаха.
С 4 октября 1908 года — преподаватель Таврической духовной семинарии.
С 8 августа 1911 года — смотритель Торопецкого духовного училища в Псковской губернии.
В 1914 году был возведён в сан архимандрита.
С 13 июня 1914 до 1917 года — смотритель Вольского духовного училища.
В 1917—1919 годах — находился в числе братии Хвалынского Троицкого монастыря.
С 1918 года — настоятель Нило-Столобенской пустыни в Тверской епархии.
18 февраля или 26 мая 1920 был хиротонисан во епископа Осташковского, викария Тверской епархии. Противодействовал обновленчеству.
С 1 декабря 1922 года вступил в управление Тверской епархией.
С февраля 1923 года — в отставке, предназначался митрополитом Сергием в Самарскую епархию.
В 1923 году был арестован, приговорён к 3 годам концлагерей.
Долгое время находился в заключении, в том числе в лагере на Соловках с 1923 по 1926 год. В июне 1926 года принимал участие в составлении «Соловецкого послания» (обращения к правительству СССР православных епископов с Соловецких островов).
В 1926 году по обвинению в «недонесение об оставшихся церковных ценностях» был приговорен к 1,5 годам заключения, которое отбывал в Твери.
С 1927 года был в разных монастырях на покое.
После выхода июльской Декларации 1927 года перешёл в оппозицию к митрополиту Сергию (Страгородскому), примыкал к «даниловской» группе.
С 1927 года служил в Ново-Соловецкой пустыни, затем до июля 1930 года — в лесном скиту Хвалынского монастыря, в 3-х верстах от Хвалынска.
В июле 1930 года принял от митрополита Сергия и Временного Патриаршего Священного Синода назначение на кафедру в город Тотьма Вологодская области, но из-за противодействия со стороны вологодских властей был вынужден возвратиться в Москву.
С августа 1930 года был в Москве, в Черкизове.
В сентябре 1930 года назначен управляющим делами Бугурусланского викариатства Оренбургской епархии.
29 сентября 1930 года был арестован, на адрес в Черкизове выписан ордер на арест и обыск. В период следствия находился в Бутырской тюрьме, а далее место заключения неизвестно.
По освобождении до 1946 года проживал на покое в Ташкенте и других городах, а в последние годы в Сызрани.
В феврале 1950 года был направлен в распоряжение архиепископа Днепропетровского и Запорожского Андрея (Комарова), но по болезни не смог выехать к месту назначения.
С 1954 года проживал на покое в Успенском монастыре в городе Одессе.
Последнее время перед кончиной (по данным ПСТБИ, с того же 1954 года) проживал и настоятельствовал в Балтском Феодосиевском монастыре Одесской области.
Скончался 31 июля 1958 года в Балте. Отпевание совершил епископ Балтский Донат (Щёголев). Погребен на городском кладбище Балты.